# Suspensura

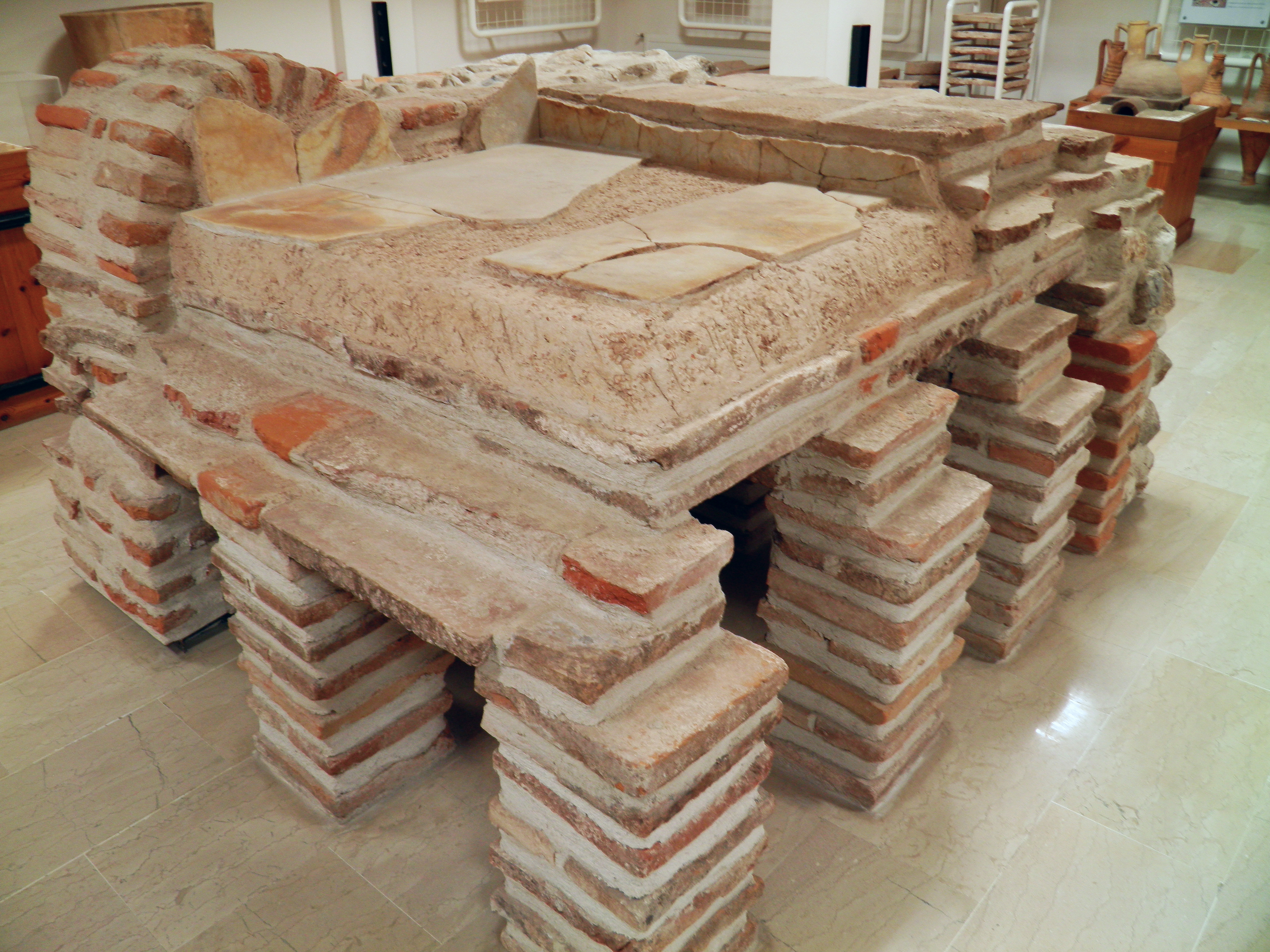
Pilae met daarop een gereconstrueerde suspensura; lateres bipedales met een laag beton.

Suspensura (meervoud: Suspensurae, van het Latijnse suspendere "ophangen", "ondersteunen") is de architectonische term voor de zwevende vloer van een hypocaustum, het Romeinse vloerverwarmingssysteem.

## Beschrijving
De Romeinse architect Vitruvius beschreef in de 1e eeuw v.Chr. in zijn werk De architectura hoe een suspensura moest worden aangelegd; eerst moest de bodem worden geplaveid met lateres sesquipedales. De grotere lateres bipedales werd overigens ook vaak gebruikt. De vloer moest iets omlaag lopen naar het praefurnium, de stookruimte. Op de stenen werden pilae geplaatst, pilaartjes met een gemiddelde hoogte van 60 cm bestaande uit op elkaar gestapelde lateres bessales; vierkante, ronde of achthoekige bakstenen van 20 cm die met metselspecie aan elkaar vastgezet werden. Daarop werden lateres bipedales geplaatst, met daaroverheen en laag van 25-30 cm beton, afgewerkt met een gladde cocciopesto-laag. De suspensura werd met een betonnen plint vastgemaakt aan de zijwanden, waarna de naden waterdicht gemaakt werden.